# Hooper (Utah)
Hooper – miasto w Stanach Zjednoczonych, w stanie Utah, w hrabstwie Weber.